# 마크 헨리
마크 헨리(Mark henry 1971년 6월 12일 ~ , 본명은 마크 제럴드 헨리(Mark Jerrold Henry)는 미국의 전직 역도선수이자 전 프로레슬링선수다. 피니쉬는 월드 스트롱기스트 슬램(펄링 파워슬램), 월드 스트롱기스트 스플래쉬(런닝 스플래쉬), 오버헤드 것 렌치 백브레이커 랙으로 3가지 사용을 한다.

## 활동
학생시절부터 역도를 하던 마크 헨리는 1987년도에 스튜 하트, 브렛 하트에게 훈련을 받고 프로레슬러로 전향했다. 그러다가 1996년 프로레슬링 입문했고 1998년에는 흑인 집단 '네이션 오브 도미네이션'에 가입했다. 1999년에는 매이 영의 남자친구인 '섹슈얼 초콜릿'이라는 기믹으로 활동하기도 했다. 2000년에 OVW로 이적해 활동하다가 2002년에서 아놀드 스트롱맨 클래식에서 우승했다.
2005년 12월 30일 스맥다운에서 복귀한 후 데이브 바티스타에게 부상을 입혔다. 그 계기로 악역으로 활동하다가 2008년에 ECW로 이적했다. 2008년에서 WWE 나이트 오브 챔피언스에서 ECW 챔피언이 되었다. 2009년 6월말에서 선역전환후 몬텔 본테이비어스 포터와 태그 팀을 이루었고 혼스워글을 도와 차보 게레로를 때려눕힌 적도 있다. 그러나 2011 4월 25일 Raw 에서는 매인 이벤트로 크리스챤을 공격을 하며 또 다시 악역으로 전환하면서 각 프로레슬러들을 괴롭혔다. 2011년 나이트 오브 챔피언스에서 랜디 오턴을 이기며 월드 헤비급 챔피언이 되었다. 빅 쇼와 다니엘 브라이언과 대립한 뒤 대립이 끝나면서 2012년 5월 14일 다른 경기들을 전전하다가 수술때문에 휴식중이다. 최근에는 2012년 하계 올림픽에 참가하고 있는 미국 역도팀을 격려하기 위한 위문 방문도 하고 영화 배우 마이클 클락 던컨의 장례식에도 참석하였다. 9개월 후 2013년 2월 4일부상에서 회복하며 악역 기믹으로 복귀하였다.
레슬매니아29에서 라이백을 상대로 경기를 치러 승리하였다. 2013년 7월 15일 WWE RAW에서 더 쉴드의 멤버들에게 공격을 당해서 2013년 7월 22일 선역으로 전환을 했다. 2013년 8월 31일 WWE 하우스 쇼에서 랜디 오턴, 더 쉴드들에게 구타를 당해 허벅지 부상으로 현재 휴식을 취하고 있다가 서바이버 시리즈 2013에서 등장을 했다. 2014년 10월 27일 wwe raw에서 빅 쇼를 공격을 해서 악역으로 전환했다. 2015년에 다시 복귀해 선역으로 전환했다.

## 수상과 경력
- 1992년 바르셀로나 올림픽
- 1996년 애틀랜타 올림픽 역도 국가대표
- 2002년 아놀드 스트롱맨 클래식 우승
- WWE 월드 헤비웨이트 챔피언 (구 버전) (1회)
- WWE 유러피언 챔피언 (1회)
- ECW 챔피언 (1회)
- 홀 오브 페임 (2018)